# Jean-Baptiste Meyran de Lagoy
Jean-Baptiste Florentin Gabriel Meyran de Lagoy est un homme politique français né le 22 octobre 1764 à Arles (Bouches-du-Rhône) et mort le 1er septembre 1829 à Saint-Rémy-de-Provence (Bouches-du-Rhône).

## Biographie
Officier d'Infanterie avant 1789, il se tient à l'écart des affaires publiques sous la Révolution et le Premier Empire. Il est député des Bouches-du-Rhône de 1815 à 1820 et de 1827 à 1829, siégeant dans la majorité de la Chambre introuvable et soutenant les gouvernements de la Restauration.

## En savoir plus